# Nokia Lumia 735
Le Lumia 735 est un téléphone mobile de type smartphone conçu et assemblé par le constructeur Microsoft Mobile (sous la marque Nokia) et fonctionnant sous le système d'exploitation Windows Phone 8.1.
Téléphone de milieu de gamme, il succède au Nokia Lumia 720 au sein de la famille Microsoft Lumia. Annoncé lors de l'IFA de 2014, il est disponible en Europe à partir d'octobre 2014. C'est le dernier téléphone vendu sous la marque Nokia.

## Description
Du fait de son appareil photo frontal d'excellente qualité (5 mégapixels et objectif grand angle), ce téléphone est présenté comme un spécialiste des selfies,.
Une version spécifique, limitée à la 3G mais dotée d'une double SIM, est vendue dans certains pays sous le nom « Lumia 730 ».
Le Nokia Lumia 735 fonctionne avec le système d'exploitation Windows Phone 8.1 et bénéficie de la mise à jour Lumia Denim. Il peut être mis à jour sous Windows 10 Mobile.